# Provinz Muñecas
Muñecas ist eine von zwanzig Provinzen des bolivianischen Departamento La Paz und liegt im westlichen Teil des Departamentos.

## Name
Die Provinz trägt den Namen des Caudillos Idelfonso de las Muñecas, der während das Unabhängigkeitskriegs für Oberperu (Alto Perú) kämpfte. Mit ihrer Gründung am 18. Oktober 1826 erhielt die Provinz diesen Namen.

## Lage
Die Provinz liegt an den Osthängen der bolivianischen Cordillera Real und grenzt im Westen an die Provinz Eliodoro Camacho, im Süden an die Provinz Omasuyos, im Osten an die Provinz Larecaja, und Norden an die Provinz Bautista Saavedra.
Die Provinz erstreckt sich zwischen etwa 15° 08' und 15° 48' südlicher Breite und 68° 26' und 69° 00' westlicher Länge, sie misst von Norden nach Süden 65 Kilometer, von Westen nach Osten bis 40 Kilometer.

## Bevölkerung
Die Einwohnerzahl der Provinz Muñecas ist in den vergangenen drei Jahrzehnten auf fast das Doppelte angestiegen:
| Jahr | Einwohner | Quelle       |
| ---- | --------- | ------------ |
| 1992 | 17 820    | Volkszählung |
| 2001 | 25 163    | Volkszählung |
| 2012 | 25 193    | Volkszählung |
| 2024 | 33 348    | Volkszählung |

Der Alphabetisierungsgrad in der Provinz beträgt 68,6 Prozent, und zwar 80,1 Prozent bei Männern und 56,4 Prozent bei Frauen. (2001)
Die Säuglingssterblichkeit ist mit 8,5 Prozent (1992) und 8,6 Prozent (2001) unverändert hoch.
40,3 Prozent der Bevölkerung sprechen Spanisch, 63,3 Prozent sprechen Aymara, und 35,2 Prozent Quechua. (2001)
97,0 Prozent der Bevölkerung haben keinen Zugang zu Elektrizität, 84,6 Prozent leben ohne sanitäre Einrichtung (2001).
48,4 Prozent der Haushalte besitzen ein Radio, 0,5 Prozent einen Fernseher, 4,9 Prozent ein Fahrrad, 0,2 Prozent ein Motorrad, 0,3 Prozent einen PKW, 0,2 Prozent einen Kühlschrank, 0,1 Prozent ein Telefon. (2001)
81,1 Prozent der Einwohner sind katholisch, 10,3 Prozent sind evangelisch (1992).

## Gliederung
Die Provinz Muñecas gliederte sich bei der letzten Volkszählung von 2024 in die folgenden drei Verwaltungsbezirke  (bolivianisch Municipios):
- 02-0501 Municipio Chuma – 17.671 Einwohner
- 02-0502 Municipio Ayata – 8.957 Einwohner
- 02-0503 Municipio Aucapata – 6.720 Einwohner

## Ortschaften in der Provinz Muñecas
- Municipio Chuma
  - Chajlaya 699 Einw. – Chuma 370 Einw.

- Municipio Ayata
  - Mollo Grande 872 Einw. – Camata 387 Einw. – Ayata 294 Einw.

- Municipio Aucapata
  - Yánahuaya 863 Einw. – Rosario 483 Einw. – Pusillani 373 Einw. – Apolo 2 269 Einw. – Aucapata 228 Einw.